# Grammonus robustus
Grammonus robustus is een  straalvinnige vissensoort uit de familie van naaldvissen (Bythitidae). De wetenschappelijke naam van de soort is voor het eerst geldig gepubliceerd in 1913 door Smith & Radcliffe.
De soort staat op de Rode Lijst van de IUCN als niet bedreigd, beoordelingsjaar 2009.